# Jing-Jin-Ji
Die Jing-Jin-Ji-Region (chinesisch 京津冀城市群, Pinyin Jīngjīnjì chéngshì qún), zuweilen auch JJJ genannt, ist der Name einer geplanten chinesischen Metropolregion, die Peking/Beijing (京 – jing), Tianjin (津 – jin) und angrenzende Regionen der Provinz Hebei (冀 – ji) vereinen soll. Umfangreiche Planungen betreffen die Pekinger Nachbarstädte, wie etwa Haojiafu im Pekinger Bezirk Tongzhou. Peking selbst soll Kern der Region bleiben.

## Geschichte
Am 27. Februar 2014 sprach sich Präsident Xi Jinping öffentlich für eine integrierte und koordinierte Entwicklung von Peking und der zwei benachbarten Regionen aus. Als Vorbild wurden die beiden Metropolregionen Shanghai am Jangtsekiang-Delta und Hongkong-Shenzhen am Perlflussdelta, die zu den wirtschaftlich weit entwickeltsten Regionen Chinas gehören, genannt. In Nordchina solle am Golf von Bohai eine dritte wirtschaftliche Wachstumsregion entstehen. Der Name geht auf den chinesischen Namen der Hauptstadt – Beijing –, den Namen der Stadt Tianjin und den historischen Namen von Hebei – Ji – zurück. Ji, jedoch mit anderer Schreibweise im Chinesischen, war zugleich der historische Name von Peking bis zur Tang-Dynastie (618–907). Die Bezeichnung für den Großraum ist, vor allem als Wirtschaftszone, seit längerem geläufig.
Die Metropolregion lässt sich in drei Bereiche gliedern: Peking als Zentrum von Kultur und Technologieentwicklung, die Hafenstadt Tianjin als Zentrum von Produktion und Handel sowie die Provinz Hebei für Wohnungen, Betriebe und Lebensmittelanbau. Hochgeschwindigkeitszüge sollen die Subzentren in einer Stunde Fahrtzeit verbinden. So dauert zum Beispiel mit der am 30. Dezember 2019 eröffneten, mit bis zu 350 km/h verkehrenden Schnellbahn die Fahrt von Zhangjiakou, Hebei, in den Pekinger Hochtechnologiebezirk Haidian, eine Strecke von 136 km, nur noch 47 Minuten.
Die meisten Arbeitsplätze sollen aus dem überlasteten Peking in die Subzentren verlagert werden.
Damit soll aus Peking, Tianjin und Hebei eine neue Megastadt mit einer Fläche von 218.000 km² und 112,7 Millionen Einwohnern entstehen.
Die Beseitigung von Verwaltungsgrenzen, die als Hindernis zur ökonomischen Entwicklung gelten, wird als ein wichtiges Ziel eingeschätzt.
Von 2017 an sollte der Regierungssitz, aber auch Ministerien, Universitäten, Krankenhäuser, bis zu 1200 Industriebetriebe und vielleicht die Zentrale der Kommunistischen Partei aus Peking in die neuen Stadtgebiete umziehen.
Im September 2019 wurde der neue Pekinger Hauptstadtflughafen Peking-Daxing eröffnet. Er liegt in Daxing, einem Vorortbezirk an der Grenze zur Provinz Hebei, etwa 50 km südlich der Innenstadt. Dorthin entstehen eine Autobahn sowie U-Bahn- und Schnellzugstrecken. Vorgesehen sind bis zu 100 Millionen Passagiere pro Jahr. Die Hochgeschwindigkeitsbahnstrecke von Peking nach Tianjin sowie die Häfen am Meer sind gut erreichbar.